# 哈姆林鎮區 (密歇根州梅森縣)
哈姆林鎮區（英語：Hamlin Township）是位於美國密歇根州梅森縣的一個行政鎮區。

## 地方資料
哈姆林鎮區的面積為89.10平方千米，當中陸地面積為71.10平方千米，而水域面積為18.00平方千米。根據2020年美國人口普查的數據，當地共有人口3711人，而人口密度為每平方千米41.65人。